# 15 oktober
15 oktober is de 288ste dag van het jaar (289ste dag in een schrikkeljaar) in de gregoriaanse kalender. Hierna volgen nog 77 dagen tot het einde van het jaar.

## Gebeurtenissen
- Algemeen
  - 1883 - Inhuldiging van het Brusselse Justitiepaleis.[1]
  - 1909 - Ontploffende lading (picrinezuur) bij opruiming wrak bij Katwijk, 6 doden.
  - 1990 - Saoedi-Arabië meldt dat er nieuwe olievelden zijn ontdekt. De reserves van het land vallen zo twintig procent hoger uit.[1]
  - 2002 - Prins Claus wordt bijgezet in de Nieuwe Kerk te Delft.[1]
  - 2005 - Er komt een nieuwe spelling van het Nederlands uit, middels een revisie van het Groene Boekje.
  - 2013 - Bij een aardbeving met een kracht van 7,2 op de momentmagnitudeschaal nabij Cebu City in de Filipijnse provincie Bohol komen meer dan 200 mensen om het leven. Diverse historische gebouwen raken hierbij beschadigd of storten in. Ook de klokkentoren van de Basilica minore del Santo Niño stort in.
  - 2015 - Bij aardverschuivingen als gevolg van hevige regenval in het midden en zuiden van Italië vallen minstens drie doden.
  - 2015 - Duitse media melden dat de Duitse geheime dienst Bundesnachrichtendienst het Amerikaanse ministerie van Buitenlandse Zaken afluisterde.
  - 2016 - Het Verenigd Koninkrijk neemt ongeveer 300 kinderen zonder ouders uit het Franse vluchtelingententenkamp Jungle van Calais op.[2]
  - 2016 - In het noorden van India komen zeker vierentwintig mensen om in het gedrang tijdens een hindoeïstische ceremonie.[3]
  - 2016 - In Spanje gaan duizenden mensen de straat op om te demonstreren tegen het vrijhandelsverdrag TIIP.[4]
  - 2017 - Bij de grootste natuurbranden ooit in het noorden van de Amerikaanse staat Californië blijken 40 doden te zijn gevallen. Met name Santa Rosa is zwaar getroffen. De materiële schade wordt direct na de ramp geschat op 3 miljard dollar.[5]
  - 2017 - In Portugal worden verspreid over het land 523 branden geteld. Er vallen zeker 35 doden en 56 gewonden, van wie zestien zich in ernstige toestand bevinden. In juni vond de dodelijkste brand uit de Portugese geschiedenis plaats, met 64 doden.
  - 2020 - Het Robert Koch Instituut meldt 6638 nieuwe COVID-19-besmettingen in Duitsland in de afgelopen 24 uur. Het is het hoogste aantal besmettingen in Duitsland sinds het begin van de coronapandemie.[6] (Lees verder)
  - 2023 - Het westen van Afghanistan wordt voor de derde keer in korte tijd getroffen door een aardbeving met een kracht van 6,3 op de schaal van Richter met het epicentrum nabij de stad Herat. Dit is hetzelfde gebied waar op 7 oktober en op 11 oktober 2023 even krachtige aardbevingen veel slachtoffers eisten.[7]
- Criminaliteit en veiligheid
  - 2015 - De Nigerese regering roept de noodtoestand uit in de regio Diffa vanwege het geweld aldaar.
  - 2016 - Bij een zelfmoordaanslag tijdens de herdenking van de dood van imam Hoessein in de Iraakse hoofdstad Bagdad komen volgens berichten minstens 55 sjiitische moslims om het leven. Bij twee andere aanslagen ten noorden van Bagdad vallen meer dan tien doden, onder wie acht politieagenten.[8]
  - 2021 - Bij een aanslag op een sjiitische moskee in de Afghaanse stad Kandahar vallen tientallen doden. De aanslag wordt een dag later opgeëist door IS-K, de Afghaanse tak van Islamitische Staat.[9]
- Economie
  - 1971 - Hans Breukhoven opent de eerste Free Record Shop aan het Broersveld te Schiedam.[1]
- Infrastructuur
  - 1884 - Opening van de spoorlijn tussen Winterswijk en Neede.[1]
  - 1889 - Opening van het Centraal Station te Amsterdam, gebouwd naar een ontwerp van Pierre Cuypers.[1]
  - 2010 - Na elf jaar eindigt het boren van de langste tunnel ter wereld, de 57 km lange Gotthard-basistunnel in Zwitserland die vanaf 2016 de noord- en de zuidzijde van de Alpen voor treinverkeer zal verbinden.
- Kunst en cultuur
  - 2013 - Het boek Gijp van Michel van Egmond over het leven van René van der Gijp wint de NS Publieksprijs voor het Nederlandse Boek.
- Muziek
  - 1994 - Voor de eerste keer in de geschiedenis van de Nederlandse top 40 staan er geen Engelstalige nummers in de top 5. De eerste vijf nummers van de lijst zijn: Dromen zijn bedrog van Marco Borsato, Voorbij / Ik ben zo blij dat ik een vrouw ben van Paul De Leeuw, Eins, Zwei, Polizei van Mo-Do, Dikke lul van De Dikke Lul Band en The second waltz van André Rieu.[10]
- Oorlog
  - 1917 - In Vincennes vlak buiten Parijs wordt Mata Hari door een vuurpeloton geëxecuteerd, op grond van spionage voor Duitsland.[11]
  - 1946 - Hermann Göring, de oprichter van de Luftwaffe, vergiftigt zichzelf in de nacht voor zijn geplande executie.[1]
  - 1969 - Honderdduizenden mensen nemen deel aan anti-oorlogsdemonstraties tegen de Vietnamoorlog die overal in de Verenigde Staten zijn georganiseerd.
  - 1990 - Tijdens de Golfoorlog verklaart de regering van Koeweit zich bereid tot het bespreken van de geschillen met buurland Irak zodra de Iraakse troepen uit het emiraat worden teruggetrokken.
  - 2015 - De Verenigde Staten verlengt haar militaire missie in Afghanistan.
  - 2015 - De Myanmarese regering sluit met acht rebellengroeperingen een wapenstilstand.
- Politiek
  - 1815 - Napoleon Bonaparte begint zijn verbanning op Sint-Helena in de Atlantische oceaan.[1]
  - 1940 - Lluís Companys, president van de Generalitat de Catalunya wordt in het kasteel van Montjuïc in Barcelona gefusilleerd door het leger van het Francoregime.
  - 1962 - Tussen de VS en de Sovjet-Unie ontstaat een crisis omtrent Russische nucleaire wapens in Cuba. Hierdoor komt de hele wereld onder een dreiging van een nucleaire oorlog. Deze Cubacrisis duurt dertien dagen.
  - 1990 - Sovjet leider Mikhail Gorbatsjov krijgt een Nobelprijs voor de Vrede toegekend voor zijn pogingen de spanningen rondom de Koude Oorlog te verminderen en zijn land open te stellen.[1]
  - 1990 - In Zuid-Afrika wordt de zogenaamde "kleine apartheid", de wet op gescheiden voorzieningen, afgeschaft.
  - 1994 - In Haïti keert de afgezette president Jean-Bertrand Aristide terug om alsnog zijn ambtstermijn af te maken.
  - 2015 - Egypte, Japan, Oekraïne, Senegal en Uruguay krijgen vanaf 2016 een tijdelijke zetel in de Veiligheidsraad van de Verenigde Naties.
  - 2015 - Turkije is bereid vluchtelingen die naar Europa willen komen tegen te houden. In ruil hiervoor steekt de Europese Unie drie miljard euro in de opvang van vluchtelingen in het Europees Aziatisch land en versoepelt de visumregels voor Turken. Dat kwamen beide partijen in een conceptakkoord overeen.
  - 2016 - Op de UNEP-top in Kigali bereiken onderhandelaars van bijna 200 landen een akkoord om het gebruik van fluorkoolwaterstoffen (hfk's) uit te bannen, als amendement op het Montrealprotocol.
  - 2016 - De coalitiepartijen in de Belgische regering bereiken na weken moeizame onderhandelingen een begrotingsakkoord. Deze begroting omvat meer dan drie miljard euro aan bezuinigingen.[12][13]
  - 2017 - In Oostenrijk vinden de 22e verkiezingen van de Nationale Raad plaats. De ÖVP komt met 31,7 procent van de stemmen als winnaar uit de bus.
  - 2021 - Tijdens een bezoek aan zijn kiesdistrict wordt de Britse politicus David Amess neergestoken. Hij overlijdt aan zijn verwondingen.[14]
- Recreatie
  - 2006 - De eerste torenloop wordt in België gehouden in de Boerentoren te Antwerpen.
  - 2011 - Legoland Florida opent zijn deuren in Winter Haven en het is meteen het grootste Legolandpark ter wereld.
- Religie
  - 1966 - Bisschopswijding van Theodorus Zwartkruis, Nederlands bisschop van Haarlem.
  - 2004 - Publicatie van de Nieuwe Bijbelvertaling (NBV)
  - 2004 - Publicatie van de Naardense Bijbel, in de vertaling van Pieter Oussoren
- Sport
  - 1925 - Oprichting van de Deense voetbalclub Hvidovre IF.
  - 1949 - Oprichting van de Colombiaanse voetbalclub Atlético Bucaramanga.
  - 1968 - Sprintatlete Wyomia Tyus scherpt bij de Olympische Spelen in Mexico-Stad het wereldrecord op de 100 meter aan tot 11,08 seconden.
  - 2001 - Jennifer Capriati lost Martina Hingis na 73 weken af als de nummer één op de wereldranglijst der proftennissters; de Amerikaanse moet die positie na drie weken alweer afstaan aan haar landgenote Lindsay Davenport.
  - 2011 - Het Nederlands honkbalteam behaalt voor de eerste keer in de geschiedenis de wereldtitel door Cuba met 2-1 te verslaan in Panama-Stad.
  - 2013 - Door een 1-0-overwinning op en in Litouwen plaatst het Bosnisch voetbalelftal zich voor het eerst in de geschiedenis voor de WK-eindronde.
  - 2017 - Abdi Nageeye verbetert in de marathon van Amsterdam het tien jaar oude Nederlands record op de marathon van Kamiel Maase: 2.08.16. Maase deed in 2007 vijf seconden langer over de klassieke afstand.
- Wetenschap en technologie
  - 1582 - Paus Gregorius XIII stelt de gregoriaanse kalender in. In Italië, Polen, Portugal, en Spanje springt de kalender van 4 oktober van dit jaar naar 15 oktober, waardoor tien dagen worden overgeslagen. Andere landen volgen op andere dagen.
  - 1997 - De Thrust SSC verbreekt het snelheidsrecord op land en breekt als eerste voertuig op land officieel door de geluidsbarrière.
  - 1997 - Lancering van Cassini-Huygens, het eerste ruimtetuig dat in een baan om Saturnus terechtkomt en later een sonde in de atmosfeer van Titan, een maan van Saturnus, laat afdalen.[15]
  - 2003 - China lanceert de Shenzhou 5 met aan boord Yang Liwei (ruimtevaarder), de eerste "taikonaut" (Chinese ruimtevaarder). Hiermee is China het derde land in de geschiedenis dat met eigen middelen een mens in de ruimte weet te brengen.
  - 2007 - In Toulouse levert Airbus met achttien maanden vertraging een eerste A380-superjumbojet aan Singapore Airlines.
  - 2015 - Archeologen vinden bij opgravingen in de Chinese provincie Hunan menselijke tanden van minstens 80.000 jaar oud.
  - 2015 - In Duitsland, ten zuiden van de stad Hannover, ontdekken archeologen een Romeins kamp. Op het 30 hectare grote terrein vinden ze onder meer koperen, zilveren en bronzen munten.
  - 2022 - Lancering van een Falcon 9 raket van SpaceX vanaf Kennedy Space Center Lanceercomplex 40 voor de Hotbird 13F missie, een telecommunicatiesatelliet van Eutelsat.[16][17]
  - 2022 - Lancering van een Angara 1.2 raket vanaf Plesetsk Kosmodroom platform 35/1 voor de Cosmos 2560 missie met een geheime satelliet waarvan wordt gedacht dat het EMKA-3, een Russische optische spionagesatelliet is.[18][19]
  - 2023 - Lancering met een Lange Mars 2D raket van China Aerospace Science Corporation (CASC) vanaf lanceerbasis Jiuquan van de Yunhai-1 04 missie met de gelijknamige weersatelliet.[20]

## Geboren

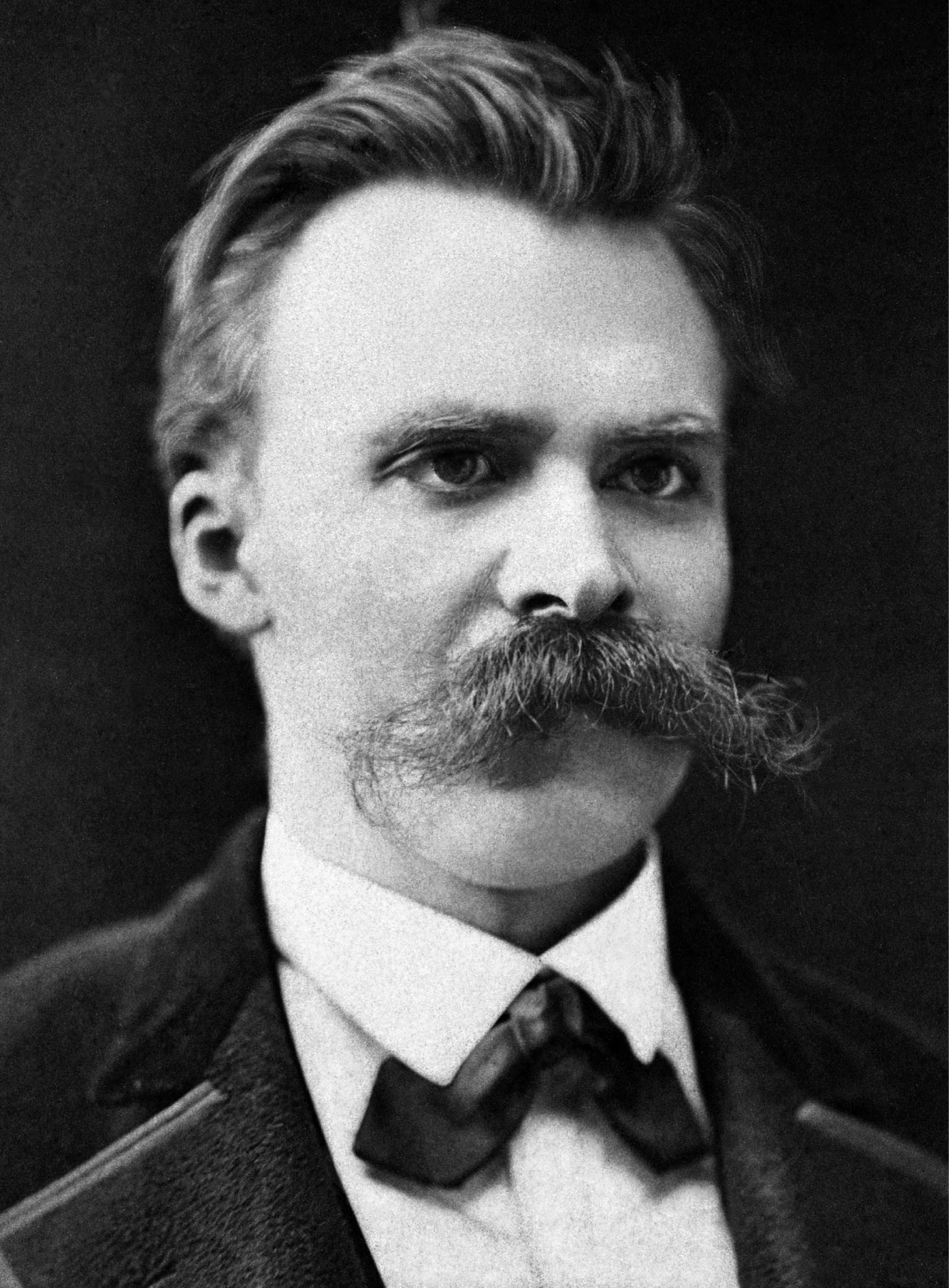
Friedrich Nietzsche
geboren in 1844

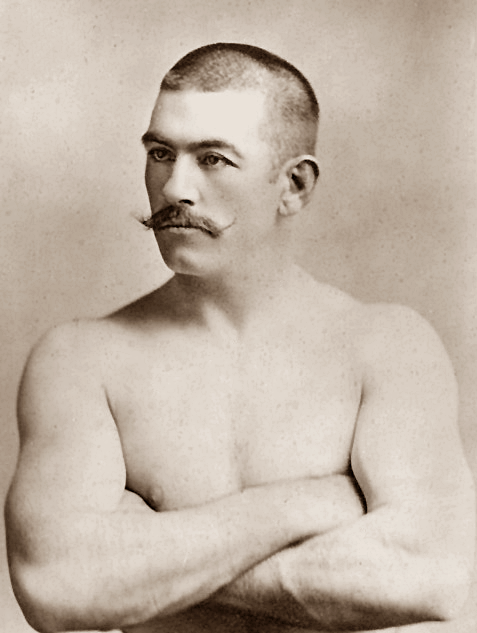
John L. Sullivan
geboren in 1858

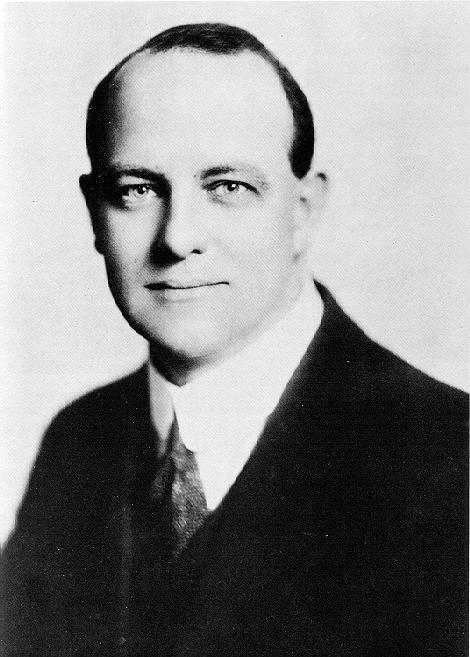
P.G. Wodehouse
geboren in 1881

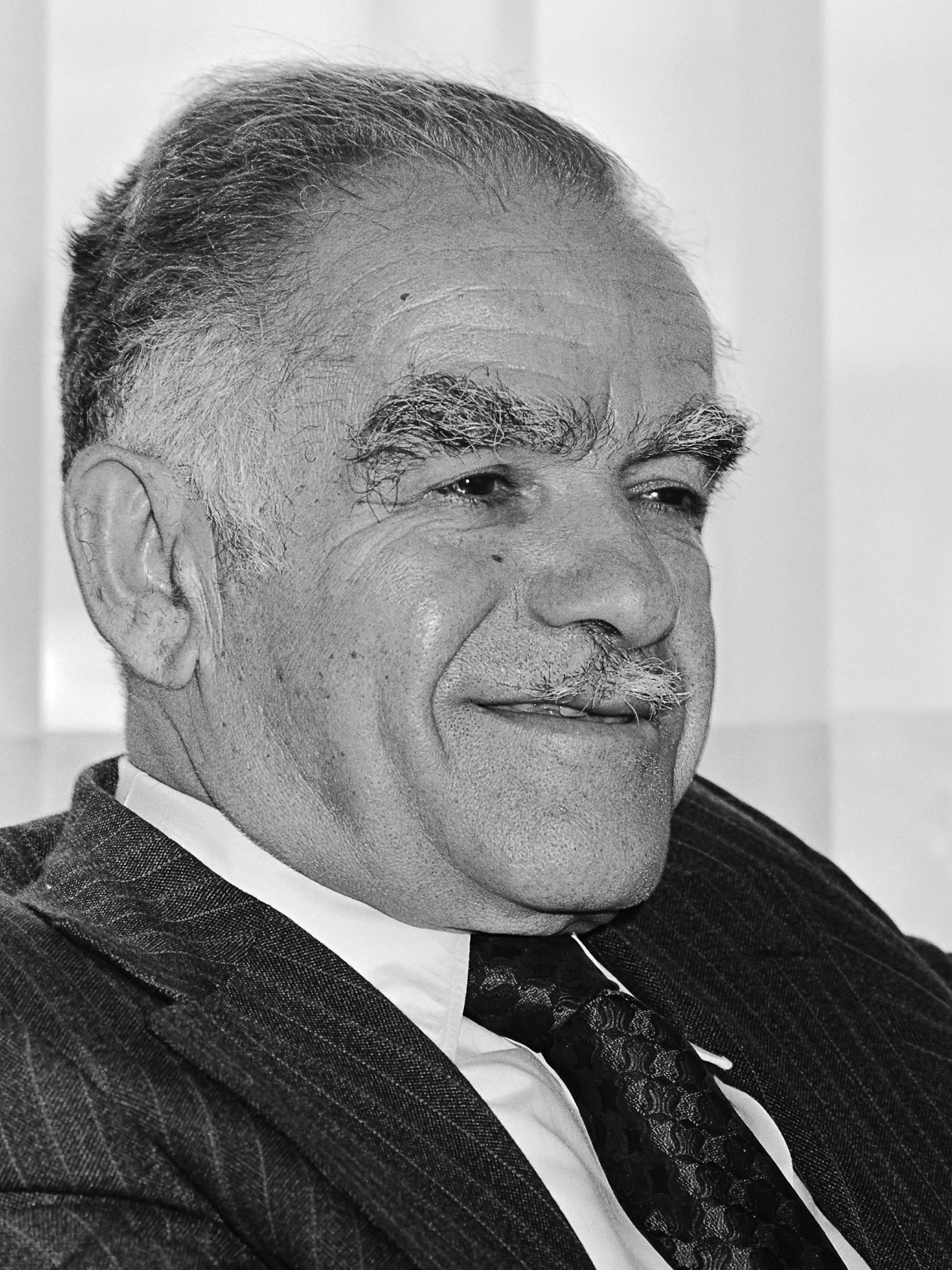
Yitzhak Shamir
geboren in 1915

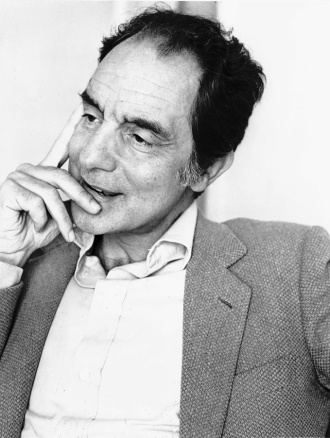
Italo Calvino
geboren in 1923

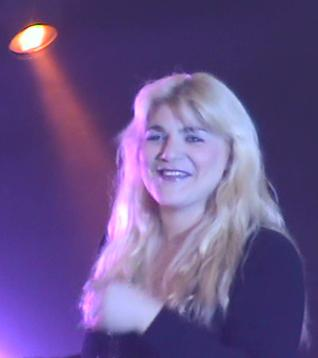
Sandra Kim in 2011
geboren in 1972

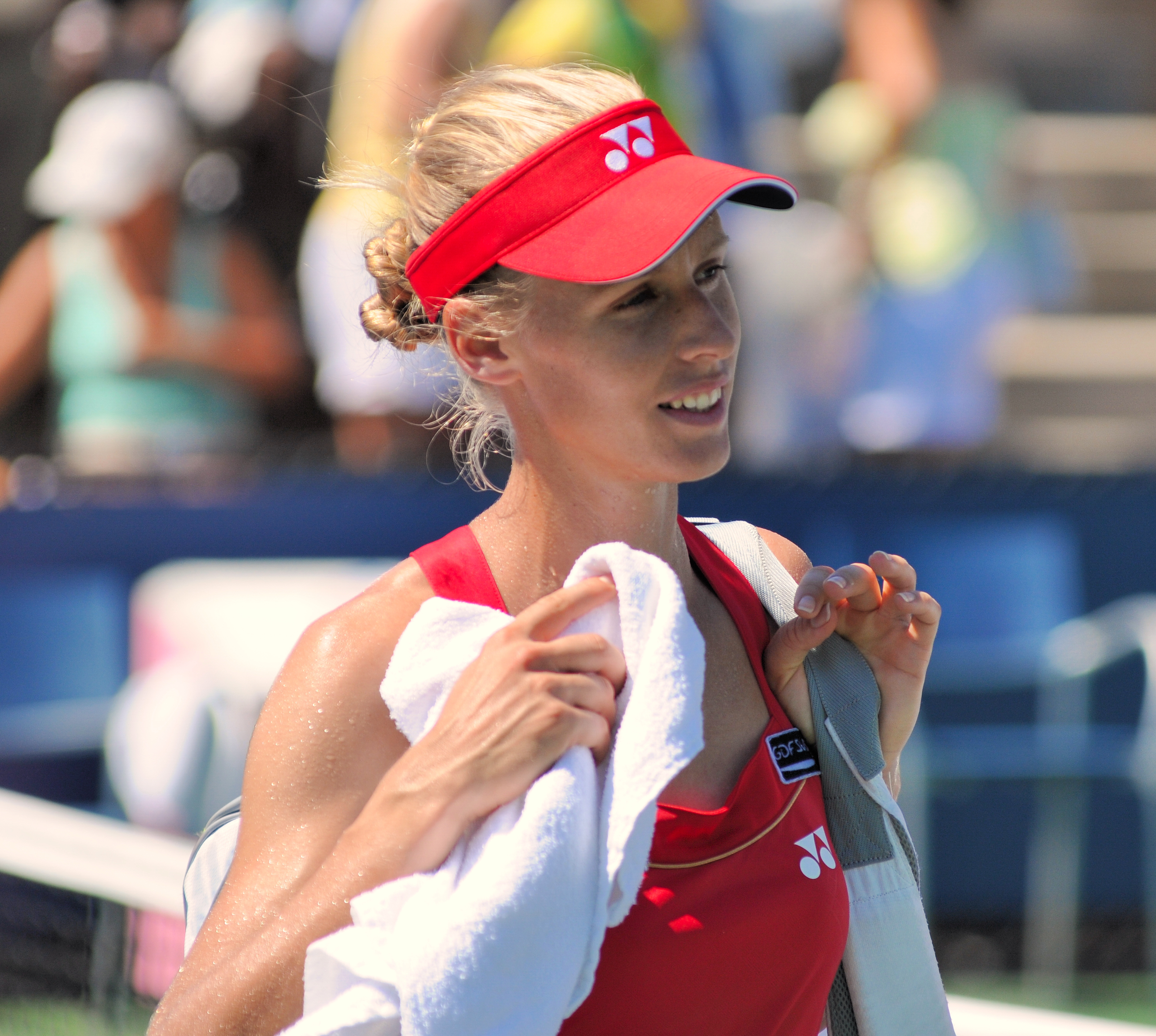
Jelena Dementjeva
geboren in 1981

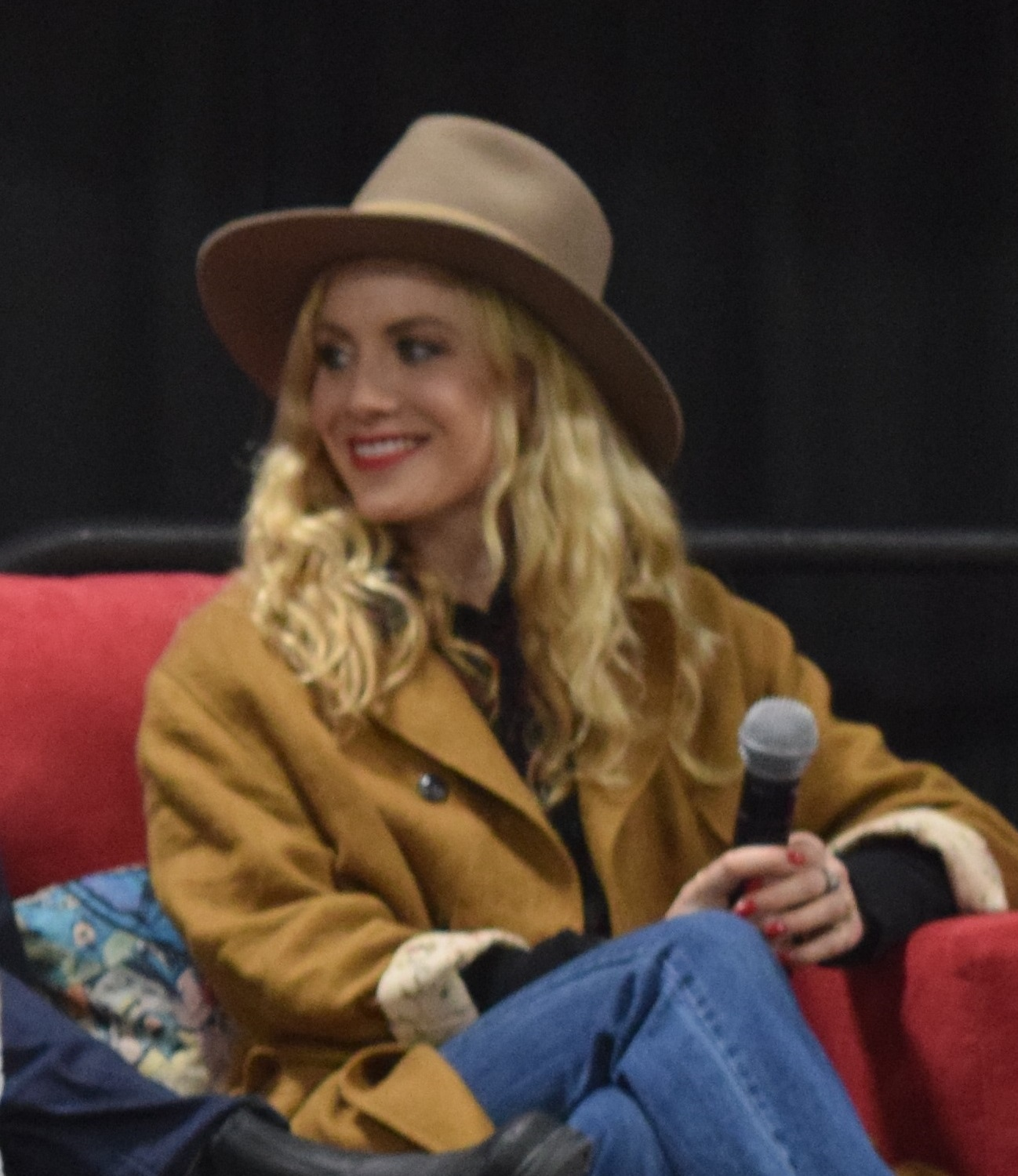
Alex McKenna
geboren in 1984

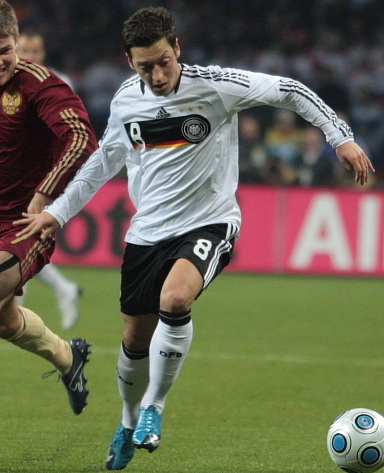
Mesut Özil
geboren in 1988

- 70 v.Chr. - Vergilius Maro, Romeins dichter (overleden 19 v.Chr.)
- 1550 - Hendrik van Nassau, jongste broer van Willem van Oranje (overleden 1574)
- 1608 - Evangelista Torricelli, Italiaans natuurkundige (overleden 1647)
- 1745 - Jean-Baptiste Huet, Frans kunstschilder (overleden 1811)
- 1795 - Prospero Caterini, Italiaans kardinaal (overleden 1881)
- 1809 - Aleksej Koltsov, Russisch schrijver en volksdichter (overleden 1842)
- 1814 - Michail Lermontov, Russisch schrijver (overleden 1841)
- 1829 - Asaph Hall, Amerikaans astronoom (overleden 1907)
- 1833 - Frederick Guthrie, Engels natuur- en scheikundige (overleden 1886)
- 1833 - Klaas Kater, Nederlands vakbondsleider (overleden 1916)
- 1844 - Friedrich Nietzsche, Duits filosoof (overleden 1900)
- 1853 - Jan Harte van Tecklenburg, Nederlands politicus (overleden 1937)
- 1858 - John L. Sullivan, Amerikaans bokser (overleden 1918)
- 1864 - Lorenzo Lauri, Italiaans curiekardinaal (overleden 1941)
- 1864 - Friedrich Gustav Piffl, Oostenrijks kardinaal-aartsbisschop van Wenen (overleden 1932)
- 1865 - Albert Heijn, Nederlands ondernemer (overleden 1945)
- 1867 - Sergej Borisov, Russisch fotograaf (overleden 1931)
- 1869 - Francisco Largo Caballero, Spaans politicus (overleden 1946)
- 1872 - Wilhelm Miklas, Oostenrijks politicus (overleden 1956)
- 1876 - Arie Keppler, Nederlands woningbouwactivist (overleden 1941)
- 1876 - Elmer Drew Merrill, Amerikaans botanicus (overleden 1956)
- 1880 - Marie Stopes, voorvechtster van geboortebeperking (overleden 1958)
- 1881 - William Temple, Anglicaans aartsbisschop van Canterbury (overleden 1944)
- 1881 - P.G. Wodehouse, Brits komisch romanschrijver (overleden 1975)
- 1888 - Paul Hurst, Amerikaans acteur en filmregisseur (overleden 1953)
- 1885 - Fridtjof Backer-Grøndahl, Noors componist/pianist (overleden 1959)
- 1894 - Moshe Sharett, Israëlisch politicus (overleden 1965)
- 1896 - Célestin Freinet, Frans onderwijzer (overleden 1966)
- 1898 - Ahmed Boughéra El Ouafi, Algerijns atleet (overleden 1959)
- 1899 - Adolf Brudes, Duits autocoureur (overleden 1986)
- 1905 - Gustav Gerneth, Duits supereeuweling; in 2019 oudste man ter wereld (overleden 2019)
- 1905 - Angelo Schiavio, Italiaans voetballer (overleden 1990)
- 1905 - Dag Wirén, Zweeds componist (overleden 1986)
- 1908 - John Kenneth Galbraith, Amerikaans econoom, publicist, ambtenaar en diplomaat (overleden 2006)
- 1909 - Sam Balter, Amerikaans basketballer (overleden 1998)
- 1910 - Adrien de Groote - Belgisch lid van het verzet (overleden 1944)
- 1915 - Yitzhak Shamir, Israëlisch premier (overleden 2012)
- 1916 - Al Killian, Amerikaans jazztrompettist (overleden 1950)
- 1916 - Yasuji Miyazaki, Japans zwemmer (overleden 1989)
- 1916 - Piet Roubos, Nederlands verzetsstrijder (overleden 2008)
- 1917 - Paul Tanner, Amerikaans componist, trombonist en muziekpedagoog (overleden 2013)
- 1917 - Arthur M. Schlesinger jr., Amerikaans geschiedkundige (overleden 2007)
- 1919 - Chuck Stevenson, Amerikaans autocoureur (overleden 1995)
- 1920 - Heinz Barth, Duits oorlogsmisdadiger (overleden 2007)
- 1920 - Mario Puzo, Amerikaans auteur (overleden 1999)
- 1921 - Al Pease, Canadees autocoureur (overleden 2014)
- 1921 - Angelica Rozeanu, Roemeens-Israëlisch tafeltennisspeelster (overleden 2006)
- 1923 - Italo Calvino, Italiaans schrijver (overleden 1985)
- 1925 - Aurora Bautista, Spaans actrice (overleden 2012)
- 1926 - Michel Foucault, Frans filosoof (overleden 1984)
- 1928 - Nel Veerkamp, Nederlandse vrouw, bekend van het televisieprogramma Man bijt hond en de realitysoap De Veerkampjes (overleden 2010)
- 1929 - Will van Zeeland, Nederlands burgemeester (overleden 2011)
- 1930 - Christian Wiyghan Tumi, Kameroens kardinaal (overleden 2021)
- 1931 - Abdul Kalam, wetenschapper en president van India (overleden 2015)
- 1931 - Ahmed Laraki, Marokkaans premier (overleden 2020)
- 1932 - Hilde Van Sumere, Belgisch beeldhouwster (overleden 2013)
- 1933 - Leroy Barnes, Amerikaans drugsdealer en onderwereldbaas (overleden 2012)
- 1935 - Gert van den Berg, Nederlands politicus (overleden 2024)
- 1935 - Hans Croiset, Nederlands acteur, regisseur en toneelleider
- 1935 - Govaert Kok, Nederlands jurist en historisch publicist (overleden 2021)
- 1935 - Barry McGuire, Amerikaans zanger
- 1935 - Bobby Morrow, Amerikaans atleet (overleden 2020)
- 1936 - Michel Aumont, Frans acteur (overleden 2019)
- 1937 - Linda Lavin, Amerikaans actrice en zangeres (overleden 2024)
- 1938 - Willem Olsthoorn, Nederlands modeondernemer (overleden 2020)
- 1938 - Brice Marden, Amerikaans kunstenaar (overleden 2023)
- 1938 - Robert Ward, Amerikaans musicus (overleden 2008)
- 1939 - Servílio de Jesus Filho, Braziliaans voetballer (overleden 2005)
- 1939 - Heide Keller, Duits actrice en scenarioschrijfster (overleden 2021)
- 1939 - Telesphore Placidus Toppo, Indiaas kardinaal (overleden 2023)
- 1940 - Benno Ohnesorg, Duits student (overleden 1967)
- 1940 - Edwin Skinner, atleet uit Trinidad en Tobago
- 1942 - Chris Andrews, Brits zanger
- 1942 - Henk Geels, Nederlands artiestenmanager (overleden 2010)
- 1943 - Jan Femer, Nederlands crimineel (overleden 2000)
- 1943 - Stanley Fischer, Israëlisch-Amerikaans econoom en bankier (overleden 2025)
- 1943 - Rob Jacobs, Nederlands voetbaltrainer
- 1944 - Haim Saban, Egyptisch-Amerikaans mediamagnaat en musicus
- 1944 - Sali Berisha, minister-president van Albanië
- 1944 - David Trimble, Noord-Iers politicus en Nobelprijswinnaar (overleden 2022)
- 1945 - Antonio Cañizares Llovera, Spaans kardinaal
- 1945 - Neofit, patriarch van de Bulgaars-orthodoxe kerk (overleden 2024)
- 1945 - Joost Nuissl, Nederlands kleinkunstenaar, liedjesschrijver en theaterdirecteur
- 1946 - Richard Carpenter, Amerikaans zanger en pianist
- 1946 - Palle Danielsson, Zweeds jazzbassist (overleden 2024)
- 1946 - John Getz, Amerikaans acteur
- 1946 - Rob Kruisman, Nederlands bandleider, zanger en multi-instrumentalist (overleden 2023)
- 1946 - Tessa de Loo (pseudoniem van Tineke Duyvené de Wit), Nederlands schrijfster
- 1946 - Georges Pintens, Belgisch wielrenner
- 1947 - László Fazekas, Hongaars voetballer en voetbalcoach
- 1947 - Hein Stufkens, Nederlands filosoof, schrijver, dichter en zenleraar
- 1948 - Chris de Burgh, Brits-Iers zanger
- 1948 - Renato Corona, Filipijns rechter (overleden 2016)
- 1949 - Boualem Sansal, Algerijns schrijver
- 1949 - Tanya Roberts, Amerikaans actrice (overleden 2021)
- 1950 - Ignace Baert, Belgisch zanger, componist, tekstschrijver, pianist
- 1950 - Candida Royalle, Amerikaans pornoactrice, -regisseuse en -producente (overleden 2015)
- 1950 - Koos van der Vaart, Nederlands politicus (overleden 2022)
- 1951 - A.F.Th. van der Heijden, Nederlands schrijver
- 1951 - Marc Michetz (Marc Degroide), Belgisch striptekenaar (overleden 2025)
- 1951 - Rafael Vaganian, Armeens schaker
- 1952 - Vahid Halilhodžić, Bosnisch voetballer en voetbalcoach
- 1953 - Tito Jackson, Amerikaans zanger en lid van de Jackson 5 (overleden 2024)
- 1953 - Günther Oettinger, Duits politicus
- 1954 - Guy Moreau, Belgisch atleet
- 1954 - John Ousterhout, Amerikaans informaticus en natuurkundige
- 1954 - Marjolein Sligte, Nederlands actrice
- 1955 - Víctor Pecci, Paraguayaans tennisser
- 1956 - René van 't Hof, Nederlands acteur
- 1956 - Theo Keukens, Nederlands voetballer
- 1956 - Judy Schomper, Nederlands violiste
- 1957 - Marco Cornez, Chileens voetballer (overleden 2022)
- 1957 - Mira Nair, Indiaas regisseur en producent
- 1958 - Stephen Clarke, Brits schrijver
- 1958 - Julie Moss, Amerikaans triatlete en atlete
- 1959 - Sarah Ferguson, hertogin van York, ex-vrouw van de Britse prins Andrew
- 1959 - Andy Holmes, Brits roeier (overleden 2010)
- 1960 - Jan Vancaillie, Belgisch director of photography
- 1961 - Hans Ubbink, Nederlands modeontwerper
- 1962 - Susan DeMattei, Amerikaans mountainbikester
- 1963 - Adelheid Byttebier, Belgisch politicus
- 1963 - Stanley Menzo, Nederlands voetbaldoelman en voetbaltrainer
- 1965 - Andrzej Rudy, Pools voetballer
- 1965 - Susan Visser, Nederlands actrice
- 1966 - Roberta Bonanomi, Italiaans wielrenster
- 1966 - Jorge Campos, Mexicaans voetballer en voetbalcoach
- 1966 - Ilse Huizinga, Nederlands jazzzangeres
- 1966 - Ingeborg Sergeant, Belgisch zangeres en televisiepresentatrice
- 1968 - Didier Deschamps, Frans voetballer en voetbaltrainer
- 1969 - Vítor Baía, Portugees voetbaldoelman
- 1969 - Dominic West, Brits acteur
- 1970 - Zeb Atlas, Amerikaans bodybuilder, model en pornoacteur
- 1970 - Ginuwine (Elgin Baylor Lumpkin), Amerikaans r&b-zanger
- 1971 - Horace Cohen, Nederlands acteur
- 1971 - Niko Kovač, Kroatisch voetballer en voetbaltrainer
- 1972 - Maaike Hartjes, Nederlands stripauteur
- 1972 - Sandra Kim (Sandra Caldarone), Belgisch zangeres
- 1973 - Asha Gigi, Ethiopisch atlete
- 1973 - Per Nielsen, Deens voetballer en voetbalcoach
- 1975 - Chris Baldwin, Amerikaans wielrenner
- 1975 - Vladimír Kožuch, Slowaaks voetballer
- 1975 - Chukwudi Iwuji, Nigeriaans-Engels acteur
- 1976 - Richard S Johnson, Zweeds golfer
- 1977 - Galina Bogomolova, Russisch atlete
- 1977 - David Trezeguet, Frans voetballer
- 1978 - Boško Balaban, Kroatisch voetballer
- 1979 - Daniël Arends, Nederlands cabaretier
- 1979 - Robert Baker, Amerikaans acteur
- 1979 - David Heinemeier Hansson, Deens softwareontwikkelaar en autocoureur
- 1979 - Michael Hendry, Nieuw-Zeelands golfer
- 1979 - Ferry de Lits, Nederlands zanger
- 1979 - Paul Robinson, Engels voetballer
- 1979 - Māris Verpakovskis, Lets voetballer
- 1980 - Tom Boonen, Belgisch wielrenner
- 1981 - Keyshia Cole, Amerikaans zangeres
- 1981 - Jelena Dementjeva, Russisch tennisster
- 1982 - Javier Guédez, Venezolaans judoka
- 1982 - Saif Saaeed Shaheen, Keniaans-Qatarees atleet
- 1982 - Kirsten Wild, Nederlands wielrenster
- 1983 - Tom Boardman, Brits autocoureur
- 1983 - Andreas Ivanschitz, Oostenrijks voetballer
- 1983 - Michael Poot, Nederlands schaatser
- 1983 - Bruno Senna, Braziliaans autocoureur
- 1984 - Alex McKenna, Amerikaans actrice
- 1984 - Johan Voskamp, Nederlands voetballer
- 1984 - Jessie Ware, Brits singer-songwriter
- 1985 - Marcos Martínez, Spaans autocoureur
- 1986 - Carlo Janka, Zwitsers alpineskiër
- 1986 - Marcel de Jong, Canadees voetballer
- 1986 - Marie Sebag, Frans schaakster
- 1987 - Kevin Conboy, Deens-Engels voetballer
- 1987 - Petra Granlund, Zweeds zwemster
- 1988 - Imane Merga, Ethiopisch atleet
- 1988 - Mesut Özil, Duits voetballer
- 1989 - Joeri Adams, Belgisch veldrijder
- 1989 - Anthony Joshua, Engels bokser
- 1989 - Delfina Merino, Argentijns hockeyster
- 1989 - Alen Pamić, Kroatisch voetballer
- 1989 - Dominic Storey, Nieuw-Zeelands autocoureur
- 1991 - Melissa Baas, Nederlands model
- 1993 - Jack $hirak (Julien Willemsen), Nederlands muziekproducent en DJ
- 1993 - Ronnie Baker, Amerikaans atleet
- 1994 - Lil' Kleine, Nederlands rapper en acteur
- 1994 - Hossein Vafaei, Iraans snookerspeler
- 1996 - Grace Van Dien, Amerikaans actrice
- 1996 - Elle Hollis, Nederlands zangeres
- 1997 - Jarl Magnus Riiber, Noors Noordse combinatieskiër
- 1997 - Romanie Schotte, Belgisch model
- 1997 - Andreja Slokar, Sloveens alpineskiester
- 1999 - Bailee Madison, Amerikaans (kind)actrice
- 2004 - Anri Kawamura, Japans freestyleskiester
- 2005 - Christian van Denemarken, zoon van kroonprins Frederik en prinses Mary
- 2005 - Roos van Eijk, Nederlands voetbalster

## Overleden

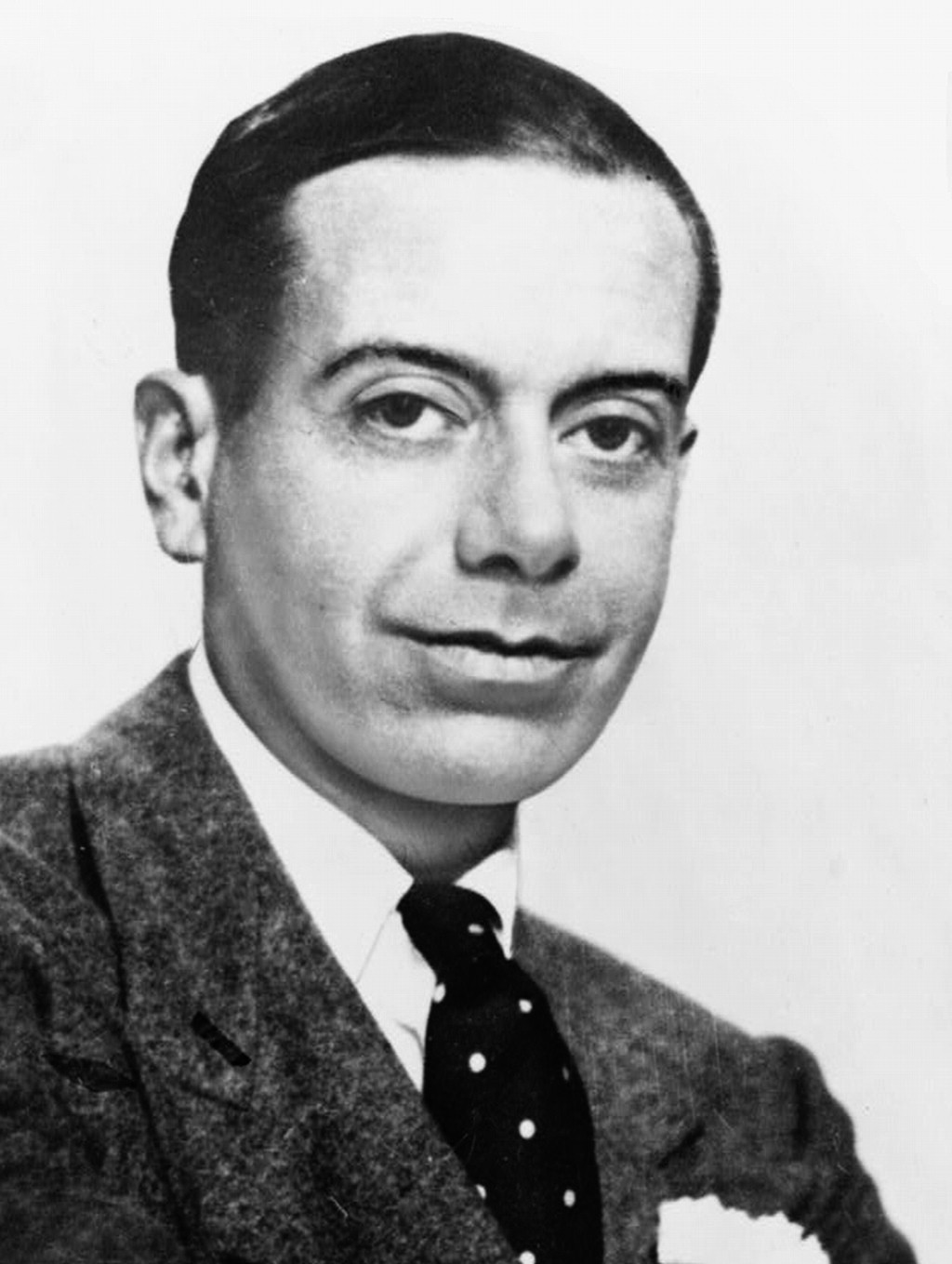
Cole Porter
overleden in 1964

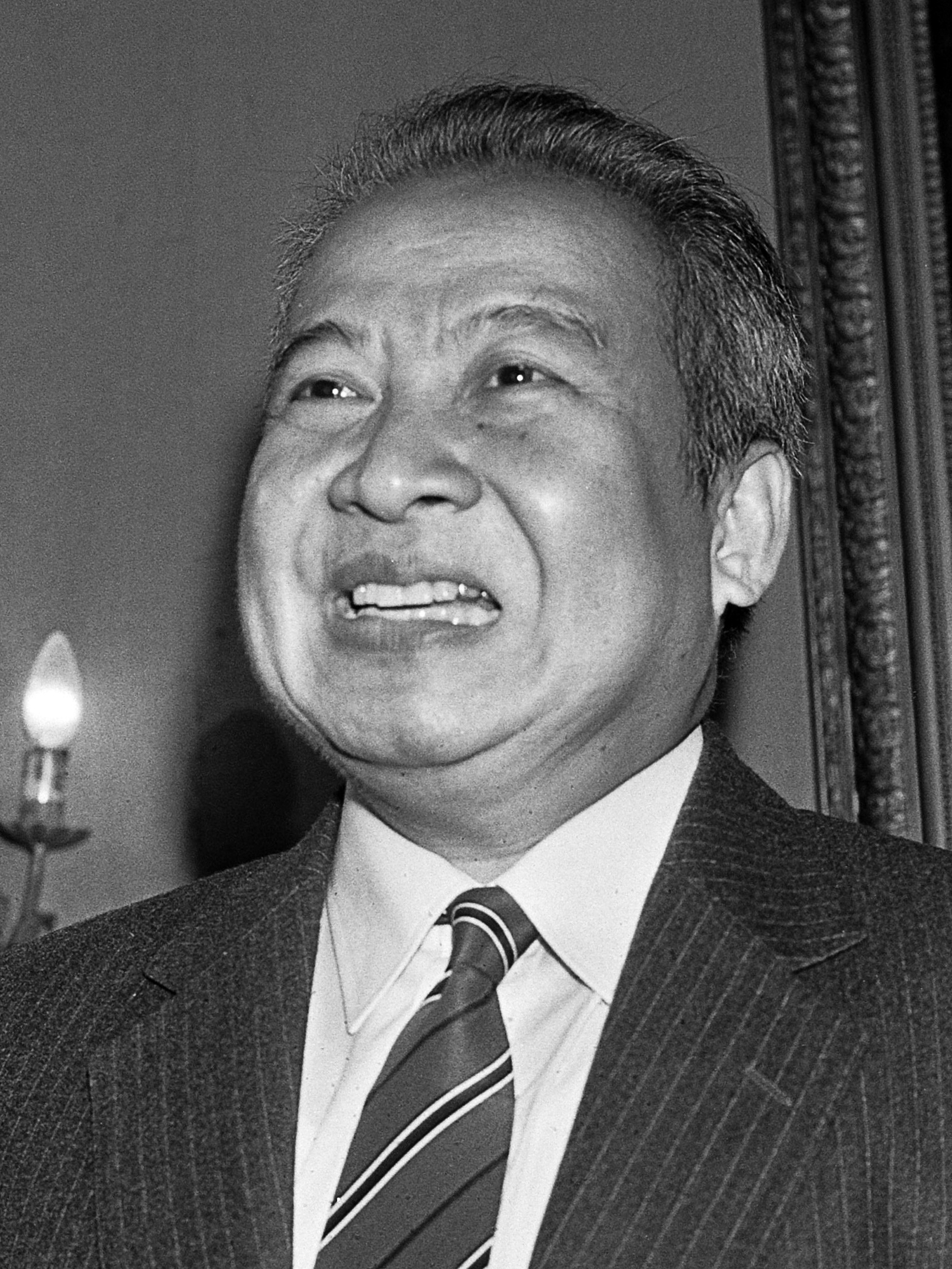
Norodom Sihanouk
overleden in 2012

- 1389 - Urbanus VI (71), paus van 1378 tot 1389
- 1564 - Andreas Vesalius (Andries van Wesel) (49), Belgisch wetenschapper, een van de grondleggers van de anatomie
- 1863 - Horace Lawson Hunley (39), Amerikaans ondernemer
- 1877 - Albartus Gerhardus Wijers (61), Nederlands burgemeester
- 1904 - Anna Stecksén (34), Zweeds arts en eerste vrouwelijke doctor in de geneeskunde in Zweden
- 1917 - Mata Hari (41), Nederlands danseres en spionne
- 1926 - Chris Hooijkaas (65), Nederlands zeiler
- 1936 - Benno von Achenbach (75), Duits grondlegger van de regels van de mensport
- 1940 - Lluís Companys (58), Catalaans politicus
- 1942 - Erich Lilienfeld (26), Duits militair
- 1945 - Pierre Laval (62), Frans politicus
- 1945 - Eoin MacNeill (78), Iers politicus
- 1946 - Hermann Göring (53), Duits legerofficier en nazipoliticus
- 1957 - Henry Van de Velde (94), Belgisch architect
- 1959 - Henk Robijns (75), Nederlands biljarter
- 1964 - Cole Porter (73), Amerikaans componist
- 1975 - Erik Kugelberg (84), Zweeds atleet
- 1976 - Carlo Gambino (74), Italiaans-Amerikaans crimineel
- 1981 - Philip Fotheringham-Parker (74), Brits autocoureur
- 1984 - Paolo Marella (89), Italiaans curiekardinaal
- 1986 - Christine Wttewaall van Stoetwegen (85), Nederlands politica
- 1987 - Olga Oderkerk (62), Nederlands keramist
- 1987 - Thomas Sankara (37), Burkinees revolutionair en president
- 1990 - Delphine Seyrig (58), Frans actrice
- 1991 - Hotze de Roos (81), Nederlands jeugdboekenschrijver
- 1999 - Henk Brouwer (52), Nederlands trompetspeler
- 2005 - Giuseppe Caprio (90), Italiaans curiekardinaal
- 2005 - Toon Effern (91), Nederlands voetballer
- 2007 - Piet Boukema (74), Nederlands rechtsgeleerde, rechter en politicus
- 2007 - Vito Taccone (67), Italiaans wielrenner
- 2008 - Edie Adams (81), Amerikaans zangeres en actrice
- 2008 - Suzzanna (66), Indonesische actrice
- 2009 - Sacha Bulthuis (61), Nederlands actrice
- 2009 - Heinz Versteeg (70), Nederlands voetballer
- 2011 - Thérèse de Groot (81), Sloveens-Nederlands beeldhouwster
- 2012 - Erol Günaydin (79), Turks acteur
- 2012 - Inge Lievaart (95), Nederlands dichter
- 2012 - Norodom Sihanouk (89), koning en staatshoofd van Cambodja
- 2013 - Sean Edwards (26), Brits autocoureur
- 2013 - Cancio Garcia (75), Filipijns rechter
- 2013 - Hans Riegel (90), Duits-Oostenrijks ondernemer
- 2016 - Marcel Berger (89), Frans wiskundige
- 2016 - Hans Bruggeman (89), Nederlands politicus
- 2016 - Hans Pischner (102), Duits opera-intendant en politicus
- 2017 - Anton Quintana (80), Nederlands schrijver
- 2018 - Paul Allen (65), Amerikaans ondernemer Microsoft
- 2018 - Stan Maes (70), Belgisch hoogleraar
- 2018 - Arto Paasilinna (76), Fins schrijver
- 2018 - Koos Pompen (88), Nederlands burgemeester
- 2019 - Wil van den Bos (79), Nederlands politicus
- 2019 - Andrew Cowan (82), Brits rallyrijder en teambaas
- 2020 - Ed Benguiat (92), Amerikaans letterontwerper, kalligraaf en grafisch ontwerper
- 2020 - Sonja Edström (89), Zweeds langlaufster
- 2020 - Dave Munden (76), Brits drummer en zanger (The Tremeloes)
- 2020 - Fambaré Ouattara Natchaba (75), Togolees politicus
- 2020 - Fons Verplaetse (90), Belgisch econoom
- 2021 - David Amess (69), Brits politicus
- 2021 - Paul Blanca (62), Nederlands fotograaf
- 2021 - Reinhold Roth (68), Duits motorcoureur
- 2022 - Fons van Bastelaar (100), Nederlands burgemeester
- 2022 - Theo Kley (85), Nederlands beeldend kunstenaar
- 2023 - Joanna Merlin (92), Amerikaans actrice
- 2023 - David Shaffer (87), Zuid-Afrikaans-Brits-Amerikaans psychiater
- 2023 - Suzanne Somers (76), Amerikaans actrice
- 2024 - E. Allen Emerson (70), Amerikaans informaticus
- 2024 - Belaïd Lacarne (83), Algerijns voetbalscheidsrechter
- 2024 - Saimin Redjosentono (83), Surinaams docent en minister

## Viering/herdenking
- Rooms-Katholieke kalender:

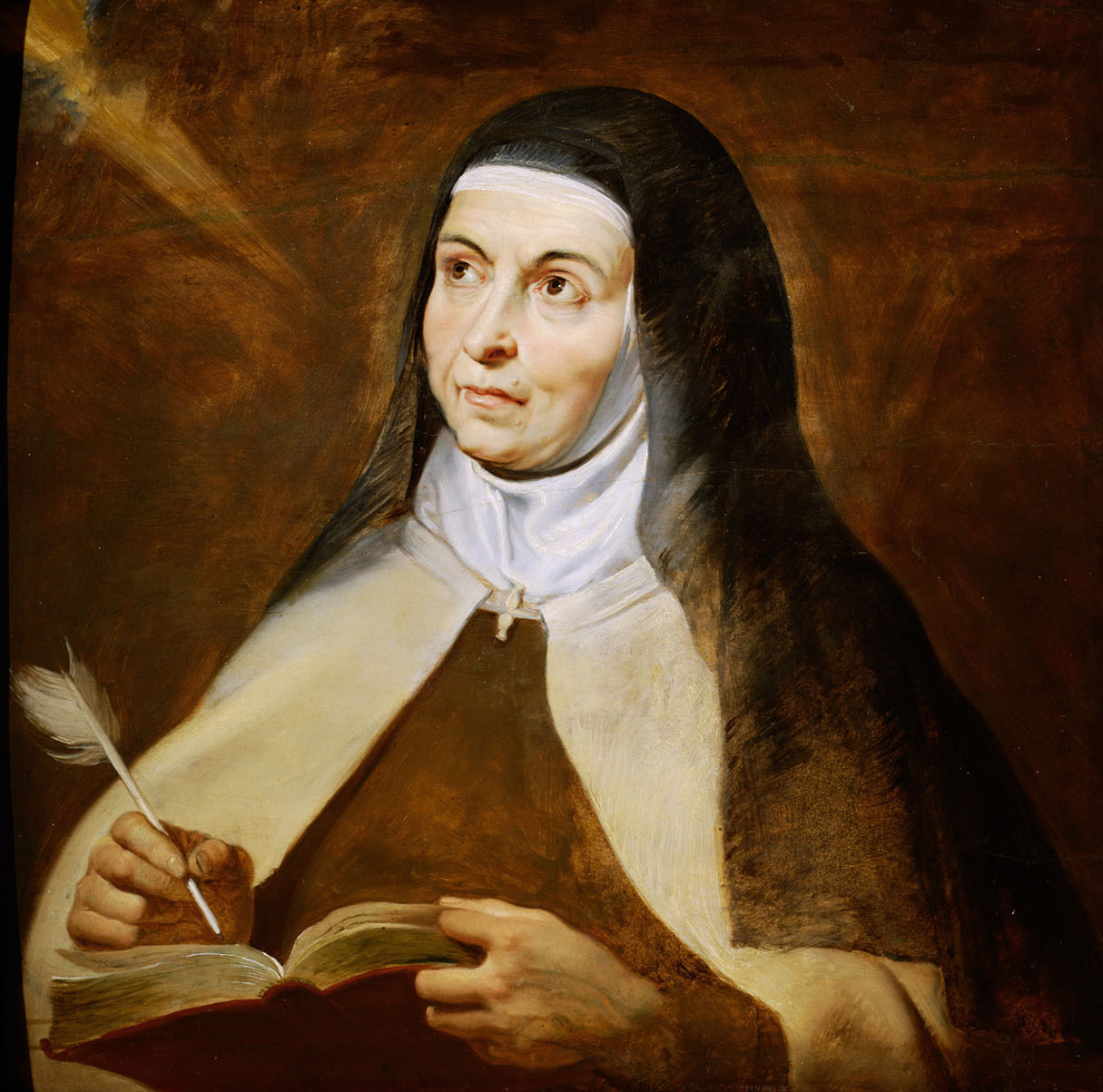
Theresia van Ávila

  - Heilige Theresia van Ávila, Kerklerares († 1582) - Gedachtenis
  - Heilige Aurelia van Straatsburg († 1027)
  - Heilige Severus van Trier († 455)
  - Zalige Odilo (van Stavelot) († c. 954)
  - Zalige Narcissus Basté-Basté († 1936)
- Equus october

## Weerextremen

### Nederland
| | Officiële records | Officiële records | Officiële records |      | Landelijke records | Landelijke records | Landelijke records                                                                 |
| Gebeurtenis | Jaar              | Extreem           | Locatie           | Jaar | Extreem            | Locatie            |                                                                                    |
| --- | ----------------- | ----------------- | ----------------- | ---- | ------------------ | ------------------ | ---------------------------------------------------------------------------------- |
| Laagste etmaalgemiddelde temperatuur (°C) | 1904              | 3,4               | De Bilt           |      | 1971               | 2,3                | Maastricht, Twenthe                                                                |
| Hoogste etmaalgemiddelde temperatuur (°C) | 1990              | 18,4              | De Bilt           |      | 1990               | 19,0               | Arcen                                                                              |
| Laagste minimumtemperatuur (°C) | 1904              | −3,8              | De Bilt           |      | 2009               | −4,9               | Twenthe                                                                            |
| Hoogste minimumtemperatuur (°C) | 1990              | 14,0              | De Bilt           |      | 1949               | 16,1               | Vlissingen                                                                         |
| Laagste maximumtemperatuur (°C) | 2015              | 8,0               | De Bilt           |      | 2015               | 5,1                | Maastricht                                                                         |
| Hoogste maximumtemperatuur (°C) | 1990              | 23,6              | De Bilt           |      | 2018               | 25,4               | Arcen, Ell                                                                         |
| Hoogste uurgemiddelde windsnelheid (m/s) | 1909              | 11,8              | De Bilt           |      | 1983               | 20,6               | Hoek van Holland                                                                   |
| Hoogste windstoot (m/s) | 1958              | 22,1              | De Bilt           |      | 1983               | 29,3               | Gilze-Rijen, Hoek van Holland                                                      |
| Langste zonneschijnduur (uur) | 2003, 2009, 2011  | 9,7               | De Bilt           |      | 2003 2009 2011     | 10,0               | Vlissingen, Volkel Hoogeveen, Hupsel, Twenthe Deelen, Gilze-Rijen, Twenthe, Volkel |
| Langste neerslagduur (uur) | 1964              | 12,4              | De Bilt           |      | 1979               | 17,5               | Leeuwarden                                                                         |
| Hoogste etmaalsom van de neerslag (mm) | 1926              | 22,0              | De Bilt           |      | 1964               | 40,3               | Vlissingen                                                                         |
| Laagste etmaalgemiddelde relatieve vochtigheid (%) | 1959              | 61                | De Bilt           |      | 2018               | 55                 | Maastricht                                                                         |
| Laagste uurwaarde luchtdruk op zeeniveau (hPa) | 1987              | 983,6             | De Bilt           |      | 1987               | 980,1              | De Kooy                                                                            |
| Hoogste uurwaarde luchtdruk op zeeniveau (hPa) | 1931              | 1037,0            | De Bilt           |      | 1910               | 1038,2             | Eelde                                                                              |
| Officiële records worden altijd gemeten op het KNMI-weerstation in De Bilt. Landelijke records kunnen worden gemeten op elk officieel KNMI-weerstation in Nederland. |                   |                   |                   |      |                    |                    |                                                                                    |

Uitzonderlijke gebeurtenissen
- 1902 - Laatste officiële zachte dag van het jaar (maximumtemperatuur ≥ 15 °C in De Bilt)
- 1902 - Laatste landelijke zachte dag van het jaar gemeten in De Bilt (maximumtemperatuur ≥ 15 °C op een officieel weerstation)
- 1986 - Laatste officiële warme dag van het jaar (maximumtemperatuur ≥ 20 °C in De Bilt)
- 1990 - Laatste officiële warme dag van het jaar (maximumtemperatuur ≥ 20 °C in De Bilt)
- 1991 - Laatste officiële zachte dag van het jaar (maximumtemperatuur ≥ 15 °C in De Bilt)
- 1995 - Laatste officiële warme dag van het jaar (maximumtemperatuur ≥ 20 °C in De Bilt)
- 2023 - Officieel laagste etmaalgemiddelde temperatuur in °C van oktober dit jaar gemeten in De Bilt: 7,5
- 2023 - Landelijk laagste etmaalgemiddelde temperatuur in °C van oktober dit jaar gemeten in Deelen: 6,2
- 2023 - Voor het eerst sinds 2 mei komt de maximumtemperatuur nergens in het land boven 15 °C. Einde van een recordperiode van 165 achtereenvolgende landelijke zachte dagen.

### België
Dagrecords
- 1887 - Laagste etmaalgemiddelde temperatuur 2,4 °C
- 1990 - Hoogste etmaalgemiddelde temperatuur 19,4 °C
- 1887 - Laagste minimumtemperatuur −0,6 °C
- 2017 - Hoogste maximumtemperatuur 24,4 °C
- 1919 - Hoogste etmaalsom van de neerslag 26,6 mm

Uitzonderlijke gebeurtenissen
- 1919 - In Ukkel valt een mengeling van regen en sneeuw. Dit is tot nu toe de vroegste dag dat er hier sneeuw is waargenomen.
- 2009 - In Neidingen (Sankt Vith), in de Ardennen, daalt de minimumtemperatuur tot –7,1 °C.

<< · 1 · 2 · 3 · 4 · 5 · 6 · 7 · 8 · 9 · 10 · 11 · 12 · 13 · 14 · 15 · 16 · 17 · 18 · 19 · 20 · 21 · 22 · 23 · 24 · 25 · 26 · 27 · 28 · 29 · 30 · 31 · >>